# Гуру Рандхава
Гуршаранджо́т Сингх Рандха́ва (хин. गुरशरणजोत सिंह रंधावा, IAST: Gurśaraṇjot Randhāvā, Guru Randhāvā; более известен под псевдонимом Гу́ру Рандха́ва, хин. गुरु रंधावा; род. 30 августа 1991, округ Гурдаспур, Пенджаб, Индия) — индийский певец, автор песен и композитор. Его песни ассоциируются с пенджабской, бхангрскойа, инди-поп и болливудской музыкой. Он известен такими песнями, как «Lahore», «Ishare Tere», «Slowly Slowly» и «Tere Te». Дебютной песней Гуру Рандхавы стала «Same Girl», написанная в сотрудничестве с певцом Арджуном.

## Ранняя жизнь
Гуршаранджот Сингх Рандхава родился 30 августа 1991 года в Нурпуре, Дера Баба Нанак техсил, округ Гурдаспур, Пенджаб, Индия. Он начал с небольших концертов в Гурдаспуре, а затем начал выступать в Дели, на небольших вечеринках и мероприятиях. Во время пребывания в Дели Рандхава получил степень магистра делового администрирования. Рэпер Bohemia назвал его «Гуру», сократив его полное имя во время выступления.

## Карьера
2012—2014: Начало
Рандхава начал свою музыкальную карьеру в декабре 2012 года с песни «Same Girl» с Арджуном, который был первым, кто снял Рандхаву в своем собственном клипе. Однако песня оказалась не столь удачной для обоих исполнителей.
В начале 2013 года Рандхава выпустил свой первый сингл под названием «Chhad Gayi» на YouTube под лейблом Speed Records. Его старший брат Рамник оказал ему финансовую помощь в выпуске этой песни. Позже, в 2013 году, он выпустил свой первый альбом «Page One» и выпустил три песни с него. «Dardan Nu», «I Like you» и «Southall» были соответствующими песнями. Рандхава выпустил много песен, но ни одна из них не стала особенно популярной, чтобы поднять его на высоту. 2014 год также не стал для него особенным. Он выпустил оставшиеся песни с альбома Page One, но успеха не добился. Это были песни «Khali Bottlan, «My Jugni», «Maa», «Na Na Na Na», «Pyaar Wale Test», «Modern Thumka» и «Billo On Fire».
2015—2016: «Популярно в разных культурах»
Bohemia, которая была доброжелателем Randhawa, обратилась к T-Series с просьбой запустить молодого исполнителя на их канале. Затем они сотрудничали над песней «Patola». Эта песня собрала более 368 миллионов просмотров на YouTube. «Patola» также получила награду как лучший дуэт на пенджабском языке. Кроме того, он спел с Иккой Сингхом в песнях «Outfit» и «Khat». В 2016 году Рандхава записал четыре песни-блокбастера. В январе он снова выпустил «Yaar Mod Do» с Миллинд Габа на лейбле T-Series. Целью проекта было показать настоящую дружбу, и это удалось, и он собрал более 252 миллионов просмотров на YouTube. В апреле Рандхава опубликовал песню «Tu Meri Rani» на своем собственном YouTube-канале. В этой песне также участвовал рэпер Хаджи Спрингер. Одна из его самых популярных песен, «Suit», была выпущена в 2016 году. Это была вторая совместная работа Рандхавы с Арджуном. На данный момент у нее 478 миллионов просмотров на YouTube. В сентябре он сотрудничал с Раджатом Нагпалом и выпустил песню под названием «Fashion» для T-Series. На данный момент у песни более 254 миллионов просмотров на YouTube.
2017–настоящее время
В январе 2017 года Randhawa выпустила эмоциональный трек под названием «Taare». На YouTube трек был представлен в среднем качестве, но видео на эту песню было опубликовано как копия песни Зейна Малика «It's You». Рандхава дебютировал в Болливуде в индийском фильме «Hindi Medium». Его трек «Suit», в котором он постукивал ногами, был воспроизведен в фильме как «Suit Suit».
Он пел на церемонии открытия индийской премьер-лиги в 2017 году. Позже, в 2017 году, две его песни появились в фильмах Болливуда. Его старый трек «Tu Meri Rani» был воссоздан в хинди-фильме «Tumhari Sulu», а оригинальный трек под названием «Lagdi Hai Thaai» также был выпущен в фильме «Simran» в сотрудничестве с Джонитой Ганди.
Две его самые популярные песни — «High Rated Gabru» и «Lahore», набрали более 1,1 миллиарда и 1 миллиарда просмотров на официальном YouTube-канале T-Series соответственно. В 2018 году «Lahore» стал треком года на церемонии Brit Asia TV Music Awards, где Рандхава также стал лучшим исполнителем мужской роли. Его первой международной совместной работой стала песня «Slowly Slowly» с участием Питбуля, выпущенная 19 апреля 2019. Музыкальное видео на эту песню за 24 часа набрало 38 миллионов просмотров на YouTube, став одним из самых просматриваемых музыкальных клипов в мире за все 24 часа.
В 2019 году Рандхава выступил продюсером фильма на пенджабском языке «Tara Mira» режиссера Раджиева Дхингры с Ранджитом Бавой и Назией Хуссан в главных ролях. В 2020 году Гуру заключил свою вторую международную коллаборацию «Surma Surma» с британским художником Джеем Сином.
В 2020 году старый трек Гуру «Lahore» был представлен как «Lagdi Lahore Di» в фильме «Уличный танцор 3D» в сотрудничестве с Сачин–Джигаром и Тулси Кумар. Во время пандемии коронавируса он выпустил успокаивающий трек под названием «Satnam Waheguru» совместно с Ви. Он также снялся в клипе Pitbull на песню «Mueve La Cintura» с Тито Эль Бамбино, которая вошла в альбом Pitbull Libertad 548. Это была его вторая совместная работа с Pitbull. Популярность гуру Рандхавы значительно возросла после его дебюта в Болливуде в фильме «Hindi Medium» и выхода поп-баллады «Lahore» в 2018 году. В Rolling Stone India заявили, что «если вы не видели его в чартах, вы слышали его по радио».
В 2021 году он начал с «Mehendi Wale Haath», который очень понравился его поклонникам, после чего «Doob Gaye» стал очень популярным, набрав 50 миллионов просмотров за 3 дня после выхода. а 14 июля 2021 года впервые в истории песня «Nain Bengali» из Индии набрала 70 миллионов просмотров за 24 часа и более 100 миллионов просмотров за 50 часов. Песня «Aise Na Choro» стала популярной на YouTube. В декабре его песня «Dance Meri Rani» мгновенно стала хитом и набрала более 240 миллионов просмотров на YouTube по состоянию на май 2023 года.
В 2022 году он выпустил песни «Punjabian Di Dhee», «Tera Saath Ho» и ещё несколько. Песня «Designer» с Йо Йо Хани Сингхом набрала более 21 миллиона просмотров на YouTube за первые 24 часа и стала хитом.

## Медиа
В 2018 году Рандхава занял 23-е место в рейтинге самых желанных мужчин по версии журнала Times.
Он также занял 4-е место в рейтинге самых желанных мужчин «Chandigarh Times» в 2019 году и 6-е — в 2020 году.